# Zambezi
De Zambezi is een rivier in zuidelijk Afrika.
De Zambezi heeft een lengte van 2660 km en heeft haar bron in noordelijk Zambia, stroomt via Angola naar zuidelijk Zambia en vormt vanaf de Victoriawatervallen de grens met Zimbabwe. Ze vloeit via het Karibameer naar Mozambique, waar ze uitmondt in de Indische Oceaan.
In de rivier liggen twee langgerekte stuwmeren voor elektriciteitsproductie, beide met de stuwdam aan de oostzijde. In de meest stroomopwaartse dam ligt de waterkrachtcentrale van Kariba, zo'n 150 kilometer ten zuiden van de Zambiaanse hoofdstad Lusaka; deze creëert het Karibameer en levert stroom aan Zambia en Zimbabwe. De Cahora Bassa, met gelijknamig stuwmeer, is de tweede dam. Deze ligt noordoostelijker, hemelsbreed ruim 400 kilometer stroomafwaarts, en levert elektriciteit aan Zuid-Afrika.
Voor de Tonga, de bewoners van Zambia's Zuidprovincie, is de Zambezi de woonplaats van de riviergod Nyaminyami.
- Biblioteca Nacional de España: XX6042140
- Gemeinsame Normdatei: 4105270-5
- Library of Congress Control Number: sh85149596
- National Archives and Records Administration: 10038572
- Nationale Bibliotheek van Tsjechië: ge287429
- Nationale Bibliotheek van Israël: 987007534141305171
- Virtual International Authority File: 315526780